# Palaeomystis falcataria
Palaeomystis falcataria är en fjärilsart som beskrevs av Moore 1867. Palaeomystis falcataria ingår i släktet Palaeomystis och familjen mätare. Inga underarter finns listade i Catalogue of Life.